# درخشانیه
اعتبارالدوله معروف به درخشانیه، روستایی از توابع بخش مرکزی شهرستان ساوجبلاغ در استان البرز ایران است.

## جمعیت
این روستا در دهستان سعیدآباد قرار دارد و براساس سرشماری مرکز آمار ایران در سال ۱۳۸۵، جمعیت آن ۸۷ نفر (۲۴خانوار) ودر سرشماری سال۱۳۹۵تعداد۲۷۶ نفر (۹۹خانوار) بوده که در حال حاظر دارای ۱۲۰۰نفر جمعیت میباشد.خیابان اصلی درخشانیه با درختان چنار ۸۰ساله یکی از زیباترین خیابان های کشور و استان البرز را دارا است.